# 瓜林巴国际电影节
瓜林巴国际电影节（英语：La Guarimba International Film Festival）是一个文化协会和国际电影节。电影节每年在意大利南部卡拉布里亚大区Amantea市镇举行，为公众放映来自世界各地的电影，电影分为以下类别：虚构类电影、动画类电影、纪录片、实验类影片、音乐短片和“童穴电影”（意大利语：La Grotta dei Piccoli）—— 少儿类电影评选。   
2012年一群志同道合的朋友计划将意大利南部Amantea市镇的唯一一家电影院重新开放，瓜林巴国际电影节这一想法油然而生。
瓜林巴电影节以文化为载体，促进民主、团结、人权以及无碍的价值观。   该影协的座右铭是 “佳片有约，相聚影院”。

## 历史
2012年，瓜林巴影协的艺术监督Giulio Vita与插画师Sara Fratini在家乡Amantea创办一个国际短片节，为电影界的新兴人物开辟新的道路。  由于当时缺乏公众，Amantea所有的电影院都已关闭。因此，在达成一项名为Arena Sicoli的协议后，这座被遗忘两年多、设有938个席位的前露天电影院就此恢复。
四个月的时间里，在Amantea社区、Sicoli家族以及外界合作者的共同帮助下，Giulio Vita和Sara Fratini对场地进行了清理和翻新，使其再次成为可利用场所。来自意大利及其他国家的年轻人纷纷加入，致力于重新启动Arena Sicoli项目，最终于2013年8月为第一届电影节的举办而重新开放。
由于电影院的开放权在第二年没有得到获批。第二届电影节迁移至Amantea市的 “洞穴自然公园”——"La Grotta "举行，保持了露天电影院的原汁原味。 

## 主办方
电影节的创始人是Giulio Vita、Sara Fratini、Pablo Cristóbal和Alicia Victoria Palacios Thomas，后两位是西班牙影协El tornillo de Klaus的成员，将独立艺术家和视听评论家汇聚在一起。瓜林巴电影节的创办想法诞生于马德里，Giulio Vita在那里学习电影，Sara Fratini则学习美术。期间他们遇到了影协El tornillo de Klaus的成员，并一起为瓜林巴国际电影节的启动和发展工作。 
该协会的团队由来自世界各地的20至30岁的年轻人组成，他们合作举办每年一度的电影节以及其他活动。

## 名字的词源
瓜林巴（Guarimba），在委内瑞拉土著语言中，意为 "安全地带"。
这个词有一个混合词源，词根guari-出自德语Warjgan，意为避难或藏身。以及西班牙语的派生词guarida，尽管后来衍生出了 "野兽的庇所 "等负面含义，意为 "野兽或野生动物的避难所"，并引申为罪犯或声誉不佳的人的避难所。关于结尾-imba，它是由 "guarida "构成的。

## 标识
官方标识由西班牙艺术家Mikel Murillo创作，描绘了一只将手高举过头的猩猩。电影节的官方配色是白色、绿色和灰色。其图案作为艺术家展览的标志。

## 电影节评审团
瓜林巴电影节评审团由导演、记者和国际评论家组成。该组织的想法是通过评审团挖掘出独立电影的新一代佼佼者。评审团的成员其中包括西班牙导演兼演员Nacho Vigalondo，入围2011年奥斯卡金像奖最佳动画短片Luminaris导演Juan Pablo Zaramella担任电影节主持人， Vimeo编辑Sam Morrill，以及IndieWire的记者Jude Dry。

## 插画展
每届电影节期间，萨拉-弗拉蒂尼都会组织一个名为 "瓜林巴艺术家 "的插画展。每年的海报由多位国际艺术家制作，以各自风格诠释官方电影节主题。展览在电影节期间开放，也会在不同地方巡回展出。 
其中一些海报赢得了重要的奖项和美国AI插画的认可，如Meredith Jansen于2020年的作品和Natalya Balnova于2015年的作品。 
为电影节绘制海报的艺术家包括：Jean Jullien 、Sawako Kabuki、Egle Zvirblyte、Juan Pablo Zaramella、Elisa Macellari、Antoine Lopez（克莱蒙费朗音乐节的创始人）、Hannah Jacobs、Cécile Dormeau、Thomas Wellmann、Amélie Fontaine、Laurina Paperina、Powerpaola、Joe Murray、David De Las Heras、Adolfo Serra、Alberto Montt、Liniers、Angela Dalinger、Joe Ciardiello、Rayma。

## 历届电影节
瓜林巴电影节最初于2013年8月7日举办。
直到2020年，该电影节在每年夏天连续举行，迄今已举办了八届。

### 第一届
第一届电影节于2013年8月5日至10日在Amantea举办
来自世界各地的303部短片申请参加评选，10部虚构电影、5部动画电影和5部纪录片入选。此外，影协还举办了一个由世界各地艺术家所绘制的30张海报组成的展览。
德国作品 "A Wall is A Screen"（作为电影节的嘉宾）的节选片段，在Amantea多次放映。
第一届电影节的开幕影片由TKSH电影制作公司制作，由委内瑞拉人Adolfo Bueno执导。
评审团成员包括西班牙导演Nacho Vigalondo担任主席，意大利导演Claudio Metallo，以及西班牙El Tornillo de Klaus影协成员：导演Pablo Cristóbal、Alicia Victoria Palacios Thomas和Carlo Cristóbal。

### 第二届
第二届电影节于2014年8月7日至14日在Amantea举办。
来自世界各地的498部短片参加评选，20部虚构电影、15部动画电影和10部纪录片入选。此外，期间还举办了一场由世界各地艺术家创作的30张海报组成的展览。
本届电影节的举办地位于La Grotta de Amantea自然公园，电影节期间在园内的天然洞穴斜坡上安装了影屏。 
电影评审团由阿根廷评委Juan Pablo Zaramella担任主席，拉戈电影节的意大利评委Carlo Migotto、以及西班牙影协El Tornillo de Klaus成员Pablo Cristóbal、Alicia Victoria Palacios Thomas和Carlo Cristóbal组成。

### 第三届
第三届电影节于2015年8月7日至11日在Amantea举办。
虚构、动画和纪录片等类别的官方精选短片旨在挑战而不仅仅是为了娱乐，满足了超过一千名观众的需求。
本届插画展共展出来自世界各地的艺术家所创作的30幅海报。 
Vimeo在电影节上的存在丰富了第三届电影节的内容，第一届欧洲独立发行和Vimeo On Demand会议在这里启动。会议结束后，放映由Sam Morrill创作的特别节目。 
评审团由独立导演Tomas Sheridan 、 Vimeo策展人Sam Morrill以及 El Tornillo de Klaus影协的成员组成。

### 第四届
第四届电影节于2016年8月7日在Amantea举办。
共计来自世界各地的1300多部短片参与了评选，充分体现了瓜林巴在国际舞台上的重要地位.
本届电影节专门为中国和日本电影举办，为庆祝意大利与两国之间长达150年的合作建交。
本届电影节中，第一届“童穴电影”La Grotta dei Piccoli——少儿类电影评选启动，在一个专门为儿童准备的空间里放映动画短片。
胡伟担任本届评审团主席，其短片作品 "黄油灯 "曾在前一年的电影节中入围奖项。其他评委分别为来自东京短片节的Aki Isomaya、DocLisboa的Joana Gamoes、Vimeo的Sam Morril以及影协El Tornillo de Klaus的成员。

### 第五届
第五届电影节于2017年8月7日至11日在Amantea举办。
这一届电影节的主题是对冷战时期的宣传，汇集了来自各个国家不同类型的短片。
本届电影评审团包括导演Ruslan Magomadov（俄罗斯）、西南偏南电影节（美国）的Claudette Godfrey、基辅短片电影节（乌克兰）的Kyrylo Marikutsa、克莱蒙费朗国际短片电影节（法国）的Diane Malherbe，以及国际短片大赛的代表Javi Muñíz（西班牙）。
Vimeo再次向观众呈现由Sam Morrill精选的最佳影片 "Vimeo Staff Pick"。此外，与Karmala Cultura（塞内加尔）的合作已经开始，创建了一个特别的非洲电影项目。
此外，第五届电影节添加了插画展、天然服装染色研讨会（与Fragmentario集体合作）、非洲舞蹈研讨会等多项会议的策划。
第二届“童穴电影”La Grotta dei Piccoli——少儿类电影获得了联合国儿童基金会意大利办事处的支持。

### 第六届
第六届电影节于2018年8月7日至11日在Amantea举行。
本届共计有来自世界各地的1500部短片参加评选，有68部作品参加竞赛，分为虚构类、动画类、纪录片类、失眠类和“童穴电影”La Grotta dei Piccoli – 少儿电影类。
国际评委包括：就职于刚果民主共和国的比利时作家、电影评论家和导演fr:Djia Mambu；IndieWire记者Jude Dry（美国）；和导演Thomas Horat（瑞士）。
本届电影节涵盖了一场插图览，一个驻场电影项目，两场音乐会，以及一个主题为 "非洲青年电影人和非洲电影未来 "的会议日。 

### 第七届
第七届电影节于2019年8月7日至11日在Amantea举行。
有1000多部短片参加评选。来自42个不同国家的152部作品，分为虚构类、动画类、纪录片类、失眠类和“童穴电影”La Grotta dei Piccoli——少儿类电影进行评选。
国际评审团由GLAS动画节的创始人和导演Jeanette Bonds（美国）、教师和动画导演Éva Katinka Bógnar（匈牙利）以及妇女电影节网络的负责人Norma Guevara（法国）组成。
在非政府组织——Parley For The Oceans的合作下，电影节以集体清洁Amantea海滩而启动。期间举办了研讨会、音乐会、为期一天的行业会议、与霍尔登学院合作的叙述研讨会、摄影展和插画展。 

### 第八届
第八届艺术节于2020年8月7日至12日在Amantea举行。尽管由于COVID-19疫情导致的健康危机状况迫使大多数电影节在网上举行，但瓜林巴影协克服困难，6天内共登记了3000余人次的入场。 
共计1160部短片参加了评选。160部作品来自54个国家的所有内容，分为虚构类、动画类、纪录片类、失眠类、“童穴电影”La Grotta dei Piccoli – 少儿电影类等类别入选。
第八届电影节获得了意大利总统Sergio Mattarella的代表奖章、欧洲议会的高级赞助、部长会议的赞助，并得到了荷兰王国、德意志联邦共和国、爱尔兰共和国、加拿大、澳大利亚、瑞典、挪威、奥地利文化论坛以及佛兰德斯艺术州的大使馆的支持。 
2020年2月， Amantea市政府因欺诈和黑手党渗透而解散。导致 La Grotta 公园全年关闭。为此，瓜林巴影协开展城市修复工程，清扫公园，恢复设施，鼓励整个社区的参与，从而使公园重新向公众开放。 

## 法律纠纷

### 夏日露天电影节活动与发行商之间的纠纷
在筹备第八届电影节期间，瓜林巴影协参与了对发行商和电影导演专业组织Anica和Anec的投诉，正如在2020年6月18日的议会问题中所指出的，这些组织曾 "向意大利和外国发行商发出书面指示，不授予在意大利境内自由进入的电影放映许可证，这导致263份放映许可证申请中的235份被拒绝，尽管这些电影已经完成了在影院的商业开发期"。2020年6月24日，竞争法的督察机构对Anica、Anec和Anec Lazio进行了初步调查，理由是 "阻碍露天免费电影院的电影特许权"。
为了保证向社区提供免费服务的持续性，旨在促进境内电影文化，议员Lorenzo Fioramonti、Andrea Cecconi、Matteo Orfini、Nicola Fratoianni、Alessandro Fusacchia、Flavia Piccoli Nardelli和Paolo Lattanzio要求文化部监督管理涉及来自瓜林巴国际电影节与其他意大利影协的投诉。议员们认可案件中提到的影协在文化和社会层面开展的活动的重要性，这些活动 "使来自社会各阶层的公民有机会接触文化，目的是为旧式或独立的作品赋予新的市场价值，并为创建电影教育做出贡献"，同时保证心理和社会支持，在意大利受到特别影响的紧急时期充当文化供应的动力。
强调指出，“在电影院、免费电视、付费电视、流媒体和 DVD 上已经结束商业开发期的影片，不包括当下电影季市场上出现的影片 ”，从而对 Anica 和 Anec 的指示提出质疑，他们过去在意大利境内的免费电影活动期间不予放映许可证，从而对文化协会提供的免费服务产生了负面影响，并由煽动组织者为居民消费的嫌疑。   

### Abbas Nadeem案
2020年7月，在电影节前夕，瓜林巴影协公开谴责Abbas Mian Nadeem遭受的种族主义案件，他是一名年轻的巴基斯坦免疫抑制者，由于Covid测试呈阳性，他被误判成为被驱逐出Amantea的移民之一，此外他还遭受了来自Ndrangheta（卡拉布里亚黑帮）的威胁。瓜林巴影协与当局合作，允许他返回Amantea，帮助他获得法律援助，尤其归功于意大利和欧洲代表的参与，使得案件最终得到了澄清。 

## “校猿”
2014 年，瓜林巴文化协会赢得了普利亚大区的公开招标，使其能够创建“校猿”(Scuola Delle Scimmie)。它是第一所基于参与式民主蒙特梭利模式的无障碍独立电影和插画学校。 2014年9月，瓜林巴影协与45名年轻人共同创建了一个关于插画和电影主题的研讨会。 

## 巡演
瓜林巴影协在每届电影节结束后都会组织一次巡演，期间在不同的地方展示参赛影片。
2013年，该电影节作为第一个卡拉布里亚大区代表参加了第四届Pane, Web e Salame活动。 
作为2013年在Riva del Garda举行的第六届社会企业研讨会的成员，Giulio Vita被邀请在电影节期间讲述Arena Sicoli的重新开放对Amantea社区的影响。 
2013年9月，瓜林巴影协受La Scheggia文化协会的邀请，参加Cinema Beltrade电影周期。第一届中的获奖短片在那里放映，最佳纪录片获得者的导演Benedetta Panisson并在此公开演讲。 
2015年6月，TedxPompeii邀请瓜林巴电影节创始人Giulio Vita讲述瓜林巴影协的故事。

## 奖项
| 2020                        |                                                             |                                                        |                            |
| 类别                        | 电影名                                                      | 导演                                                   | 国家                       |
| 最佳虚构电影                | El Puente de los Niños Traviesos                            | Fabián León López                                      | 墨西哥                     |
| 最佳动画电影                | Why Slugs have no Legs                                      | Aline Höchli                                           | 瑞士                       |
| 最佳纪录片                  | All Cats are Gray in the Dark                               | Lasse Linder                                           | 瑞士                       |
| 最佳音乐短片                | Traveler                                                    | Raman Djafari & Daniel Almagor                         | 德国                       |
| 最佳实验电影                | Don't Know What                                             | Tho-mas Renoldner                                      | 澳大利亚                   |
| Vitaliano Camarca观众票选奖 | Maradona's Legs                                             | Firas Khoury                                           | 德国 / 巴勒斯坦            |
| 童穴奖                      | And yet we're not superheroes                               | Lia Bertels                                            | 比利时 / 葡萄牙            |
| Nonna Saveria奖             | Year of the robot                                           | Yves Gellie                                            | 法国 / 比利时              |
| 2019                        |                                                             |                                                        |                            |
| 类别                        | 电影名                                                      | 导演                                                   | 国家                       |
| 最佳虚构电影                | Fauve                                                       | Jérémy Comte                                           | 加拿大                     |
| 最佳动画电影                | I'm Going Out for Cigarettes                                | Osman Cerfon                                           | 法国                       |
| 最佳音乐短片                | Not Enough                                                  | Bear Damen                                             | 荷兰                       |
| 最佳纪录片                  | The Migrating Image                                         | Stefan Kruse                                           | 丹麦                       |
| 最佳实验电影                | Mudanza Contemporánea                                       | Teo Guillem                                            | 西班牙                     |
| 童穴奖                      | Le Mans 1955                                                | Quentin Baillieux                                      | 法国                       |
| Vitaliano Camarca观众票选奖 | Sisters                                                     | Daphne Lucker                                          | 荷兰                       |
| Guarimberos奖               | Bamboe                                                      | Flo Van Deuren                                         | 比利时                     |
| Nonna Saveria奖             | Tungrus                                                     | Rishi Chandna                                          | 印度                       |
| 2018                        |                                                             |                                                        |                            |
| 类别                        | 电影名                                                      | 导演                                                   | 国家                       |
| 最佳虚构电影                | Mum, I'm Back                                               | Dimitris Katsimiris                                    | 希腊                       |
| 最佳动画电影                | Wildebeest                                                  | Nicolas Keppens & Matthias Phlips                      | 比利时                     |
| 最佳纪录片                  | Rewind Forward                                              | Justin Stoneham                                        | 瑞士                       |
| 最佳音乐短片                | Solicitous                                                  | Zuzanna Plisz                                          | 波兰                       |
| 最佳实验电影                | Don't Call Me a Dick                                        | Olympe De G.                                           | 西班牙                     |
| 观众票选奖                  | Bolbol                                                      | Khedija Lemkecher                                      | 突尼斯                     |
| 童穴奖                      | Big Booom                                                   | Marat Narimanov                                        | 俄罗斯                     |
| Guarimberos奖               | Sherry                                                      | Eliane Lima                                            | 美国                       |
| 2017                        |                                                             |                                                        |                            |
| 类别                        | 电影名                                                      | 导演                                                   | 国家                       |
| 最佳虚构电影                | Clan                                                        | Stefanie Kolk                                          | 荷兰                       |
| 最佳动画电影                | Ivan's Need                                                 | Veronica L. Montaño, Manuela Leuenberger & Lukas Suter | 瑞士                       |
| 最佳纪录片                  | In The Woods                                                | Thomas Horat & Corina Schwingruber Ilić                | 瑞士                       |
| 最佳音乐短片                | Ghost                                                       | Suzanna Plisz                                          | 波兰                       |
| 观众票选奖                  | One seat In The Plane                                       | Khadidiatou Sow                                        | 塞内加尔                   |
| 2016                        |                                                             |                                                        |                            |
| 类别                        | 电影名                                                      | 导演                                                   | 国家                       |
| 最佳虚构电影                | The Passion Of Judas                                        | David Pantaleón                                        | 西班牙                     |
| 最佳动画电影                | Manoman                                                     | Simon Cartwright                                       | 英国                       |
| 最佳纪录片                  | I Don't Want To Sleep With You I Just Want To Make You Hard | Momoko Seto                                            | 法国                       |
| 最佳音乐短片                | Through My Street                                           | Piet Baumgartner                                       | 瑞士                       |
| 观众票选奖                  | 56                                                          | Marco Huertas                                          | 西班牙 / 马达加斯加 / 挪威 |
| 2015                        |                                                             |                                                        |                            |
| 类别                        | 电影名                                                      | 导演                                                   | 国家                       |
| 最佳虚构电影                | Fragments                                                   | Aga Woszczynska                                        | 波兰                       |
| 最佳动画电影                | Roadtrip                                                    | Xaver Xylophon                                         | 德国                       |
| 最佳纪录片                  | Autonomous                                                  | Alexander Rynéus & Per Eriksson                        | 瑞典                       |
| 2014                        |                                                             |                                                        |                            |
| 类别                        | 电影名                                                      | 导演                                                   | 国家                       |
| 最佳虚构电影                | This is Ronald                                              | Jules Comes                                            | 比利时                     |
| 最佳动画电影                | Pandy                                                       | Matúš Vizár                                            | 捷克 / 斯洛伐克            |
| 最佳纪录片                  | L'Ultimo Imperatore – Intervista a Pierino Brunelli         | Carlani e Dogana                                       | 意大利                     |
| 2013                        |                                                             |                                                        |                            |
| 类别                        | 电影名                                                      | 导演                                                   | 国家                       |
| 最佳虚构电影                | Home                                                        | Ruslan Magomadov                                       | 车臣共和国                 |
| 最佳动画电影                | Oh Willy…                                                   | Emma De Swaef & Marc James Roels                       | 比利时                     |
| 最佳纪录片                  | Come To Venice                                              | Benedetta Panisson                                     | 意大利                     |
| 观众票选奖                  | Zombi                                                       | David Moreno                                           | 西班牙                     |